# 屋山継篤
屋山 継篤（おくやま つぐあつ、天保2年（1831年）－明治14年（1881年））は、幕末期の陸奥国下手渡藩家老・筑後国三池藩大参事。通称・外記。
屋山家は石高300石をもって代々家老を務めている家柄で、継篤も藩主立花種恭に仕えた。嘉永4年（1851年）に下手渡藩の所領が文化3年（1806年）以前の旧領である筑後国三池に半分だけ戻されることになると、同藩は下手渡陣屋と三池陣屋を同時に経営せざるを得なくなり、継篤は下手渡側の責任者となった。慶応2年（1866年）に発生した信達世直し一揆が下手渡藩に侵入すると、継篤は一揆に応対しつつ、江戸幕府の桑折陣屋と連携して事態の鎮静化に尽くした。この年、種恭は若年寄となって外国奉行を兼ね、2年後の慶応4年/明治元年（1868年）1月10日には老中格の待遇を受けて会計総裁に任じられた。ところが、直前の1月3日に発生した鳥羽・伏見の戦いで幕府軍が敗北したことを知った種恭は職務に自信がないとして職を辞して3月2日には下手渡に帰藩して謹慎してしまう。
種恭と継篤は同族の筑後国柳河藩や三池陣屋側の家臣が新政府支持で固まったと知ると、下手渡藩も新政府に恭順することを決め、3月30日に種恭は兵を率いて上洛し、継篤も途中の江戸まで同行して主君が大坂行きの船に乗り込んだのを確認した後に下手渡に帰藩した。新政府では種恭の幕閣としての行動を問題視されたものの、江戸で新政府に抵抗しようとする旗本たちの説得をしていた事実が確認されたことで恭順が決まった。ところが、閏4月になって周辺の諸藩が白石会議を会議を開いて奥羽越列藩同盟を結成すると、継篤は止むを得ず藩を代表して同盟への参加を約束して、事態の先送りを図った。しかし、8月になって新政府から下手渡藩に奥州鎮撫の命令が下されると、下手渡藩が最初から新政府軍に参加していることを隠して同盟に参加したことを知った仙台藩が激怒して8月14日に下手渡藩に侵攻した。8月16日、下手渡の城下町を焼討にして陣屋に攻撃を始めた仙台藩に対して、継篤率いる留守を守る藩兵は婦女子を先に脱出させると抗戦に努めたが陣屋にも火が放たれて止む無く脱出した。しかし、翌17日に柳河藩兵が救援に駆けつけ、続いて徳島藩兵など他の新政府軍側諸藩が下手渡藩救援に駆けつけたために、8月25日になって仙台藩は退却した。継篤は直ちに領内に仮陣屋を設置すると、領内の被害の把握と領民の救済に努めた。戊辰戦争終結後、陣屋を失った下手渡藩は止むなく三池陣屋に拠点を移して「三池藩」を称したが、継篤は執政上席に任ぜられ、版籍奉還後の明治3年（1870年）には大参事に転じた。
廃藩置県後に継篤は三池から生まれ育った下手渡に戻って余生を送り、明治14年（1881年）に51歳で死去し、立花家及び家臣団の菩提寺であった耕雲寺（福島県伊達市月舘町）に葬られた。